# Ribnitz-Damgarten
Ribnitz-Damgarten est une ville d'Allemagne, située dans l'arrondissement de Poméranie-Occidentale-Rügen du Land de Mecklembourg-Poméranie-Occidentale. C'est la deuxième ville dans l'arrondissement après le chef-lieu Stralsund. La commune fut créée le 1er juillet 1950 de la fusion des villes-frontières de Ribnitz en Mecklembourg et de Damgarten dans la Poméranie occidentale, de part et d'autre de la rivière Recknitz. 

## Géographie
La ville est située sur la côte Baltique à mi-chemin entre les deux ports de Rostock et de Stralsund, à l'embouchure de la Recknitz dans la lagune (Bodden) de Saal s'étendant à la péninsule de Fischland. Le quartier de Ribnitz se trouve sur la rive ouest de la rivière et Damgarten sur la rive est. Le territoire communal borde Saal au nord, Ahrenshagen-Daskow à l'est, la ville de Marlow au sud, ainsi que Gelbensande et Dierhagen à l'ouest.

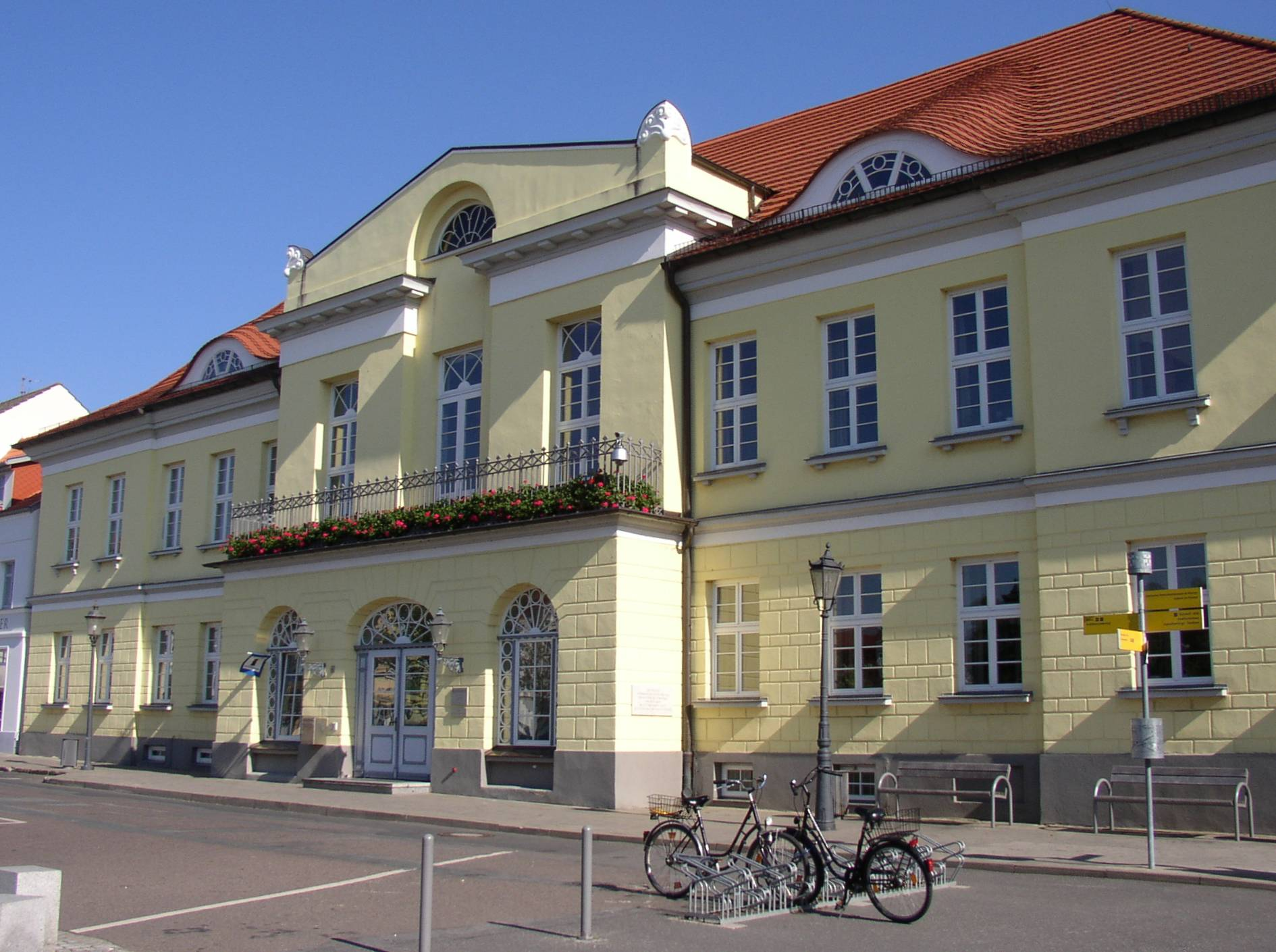
Mairie de Ribnitz.
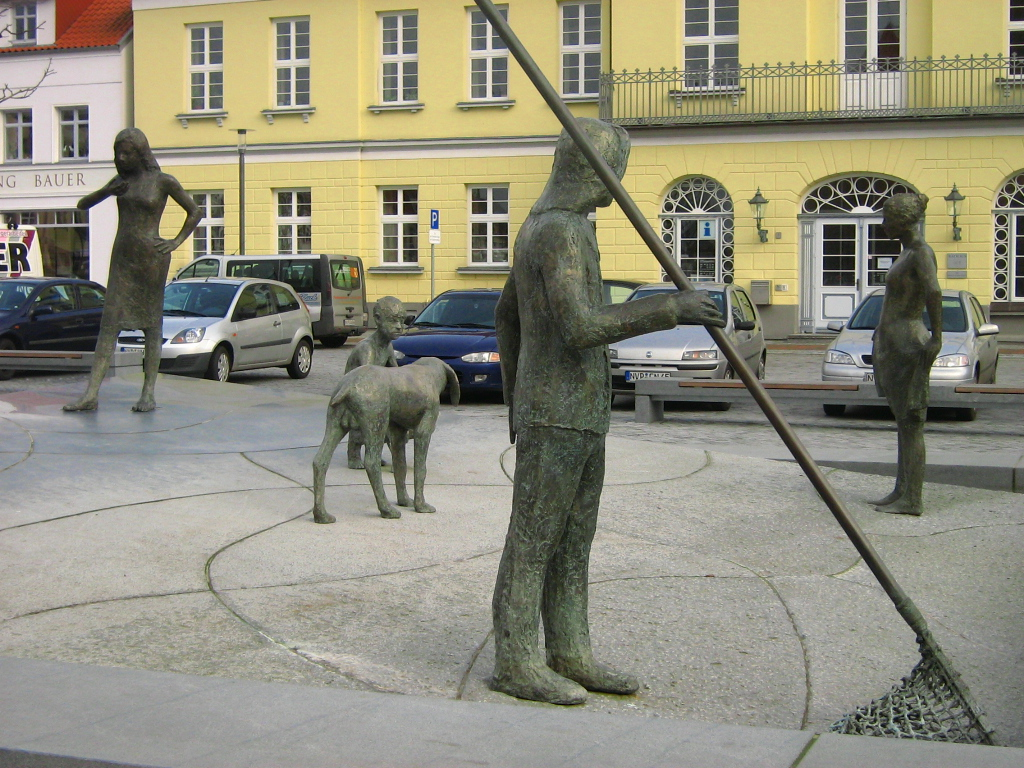
Fontaine de Thomas Jastram, place de la mairie.

## Histoire
Le village de Rybanis, près d'un ancien point de passage de la Recknitz appelé le « col de Mecklembourg », est cité pour la première fois dans un acte de l'an 1233. À cette époque, le lieu faisait partie de la seigneurie de Rostock, un fief du prince Henri III Borwin de Mecklembourg. Les princes de la maison de Mecklembourg (les Abodrites) y ont fait construire une forteresse pour être capable de contrôler la frontière avec le duché de Poméranie au nord-est. En 1323, le prince Henri II de Mecklembourg a fondé l'abbaye de Ribnitz, un couvent des clarisses qui se maintint jusqu'au XXe siècle. Les citoyens de Ribnitz étaient représentés au Landtag du duché de Mecklembourg.

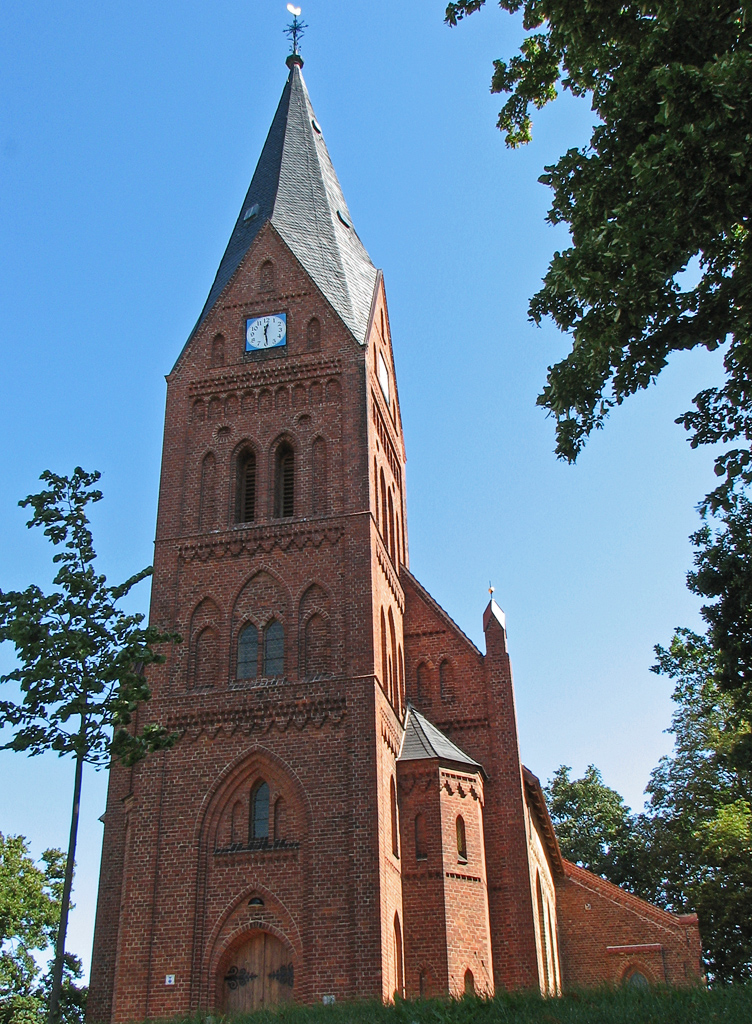
L'église Saint Barthélemy à Damgarten.

La ville poméranienne de Damgarten est également issue d'une ancienne forteresse nommée Damgor (de slave dab, « chêne » et gora, « mont ») . Les habitants ont obtenu le privilège urbain selon le droit de Lübeck des mains du prince Jaromar II de Rügen en 1258. La principauté de Rügen, à ce temps un fief de la couronne de Danemark, passa aux ducs de Poméranie en 1325.
Après la guerre de Trente Ans et la conclusion des traités de Westphalie en 1648, la Recknitz détermine la frontière entre le duché de Mecklembourg (Duché de Mecklembourg-Schwerin à partir de 1701) et le territoire de la Poméranie suédoise.
Le 7 avril 1762, la Suède et la Prusse signent à Ribnitz un armistice, suivi du traité de Hambourg en mai, qui met fin à la guerre de Poméranie.
Pendant les guerres napoléoniennes, en 1809, les francs-tireurs du major prussien Ferdinand von Schill y se sont livrés à des combats avec les troupes mecklembourgeoises. En 1815, à la résolution du congrès de Vienne, la rive est fut rattachée au royaume de Prusse, incorporée dans la province de Poméranie.

## Jumelages
La ville de Ribnitz-Damgarten est jumelée avec :
- Buxtehude (Allemagne) depuis 1990
- Sławno (Pologne) depuis 2008.

## Personnalités
- Barnim VI de Poméranie (1365-1405), duc mort à Pütnitz.
- Alfred Piper (1814-1892), homme politique né à Damgarten.
- Anna Gerresheim (1852-1921), peintre née à Ribnitz.
- Bernhard Griese (1897-1964), officier de la Schutzstaffel (SS), né à Ribnitz-Damgarten.
- Anne Hubinger (née en 1993), handballeuse né à Ribnitz-Damgarten.